# Reinhold Begas

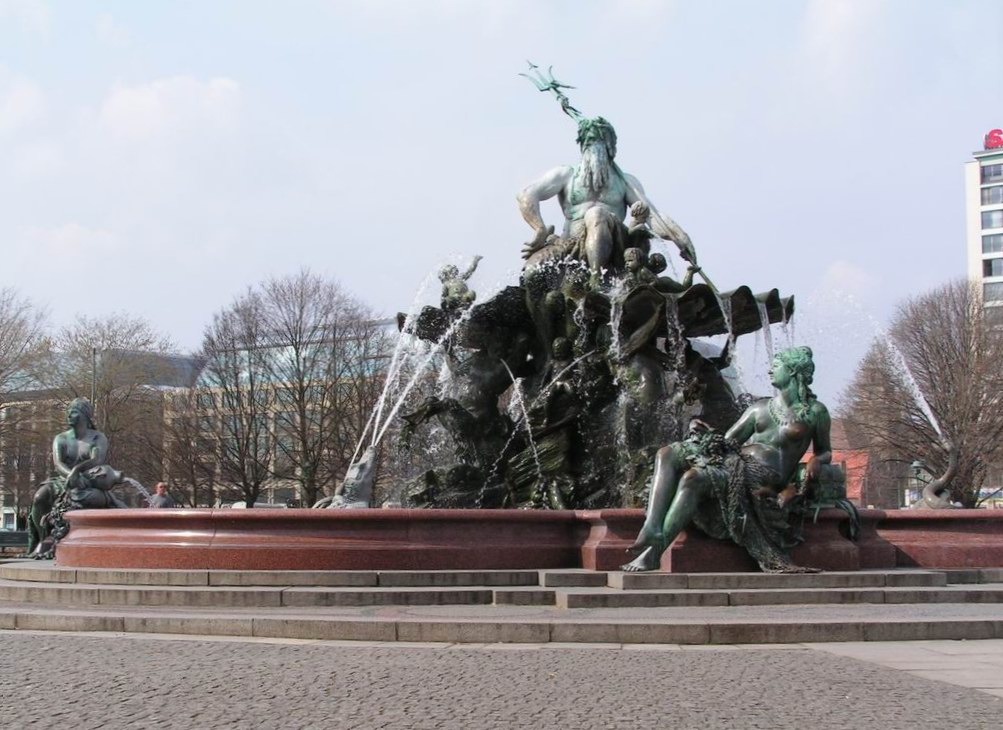
Neptunfontänen i Berlin.

Reinhold Begas, född 15 juli 1831 i Schöneberg i nuvarande Berlin, död 3 augusti 1911 i Berlin, var en tysk skulptör. Han var son till målaren Carl Begas den äldre.
Begas studerade vid Berlins konstakademi 1846–1851 och därefter i Christian Daniel Rauchs ateljé där han under dennes ledning skapade en grupp, Hagar och Ismael, som fick uppmärksamhet 1852. Han åkte till Rom 1856 och stannade där fram till 1859. Hans studier av Michelangelos och barockskulptörernas verk samt hans umgänge med Arnold Böcklin hade stort inflytande på hans inriktning och i Rom skapade han bland annat en grupp i marmor, Psyche och den sovande Amor samt Pan tröstar den övergivna Psyche och Faunfamilj.
För börsbyggnaden i Berlin utförde Begas på beställning den stora frontalgruppen Borussia skyddar åkerbruk, handel och industri, där han framstod som en fullödig realist med kraftfullt dekorativ läggning. Som sådan visade han sig även i två tjurgrupper på slakthuset i Budapest, medan hans skiss till ryttarstaty över Fredrik Vilhelm III (1863) i barockstil, var början till hans senare monumentala verk. Skissen belönades med det högsta priset, men efter en ny tävling vann Gustav Hermann Bläser.

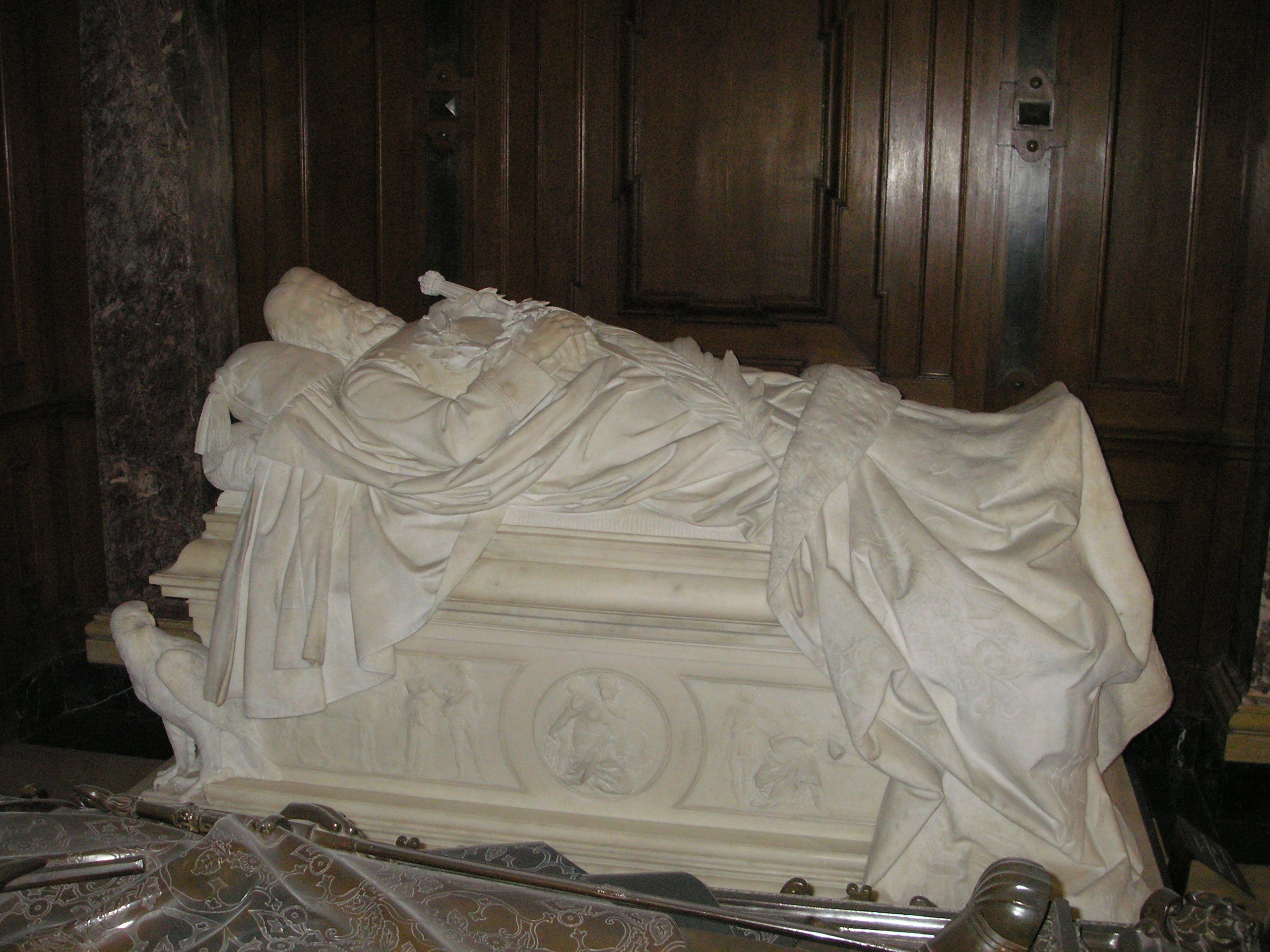
Kejsar Fredrik III på dödsbädden, skulptur av Begas i Berliner Dom.

Begas var 1860–1862 anställd som professor vid konstskolan i Weimar. Han åkte ännu en gång till Rom men återvände till Berlin för att tävla om Schillermonumentet, som han efter långa diskussioner vann första pris för. Det avtäcktes 1871. Skaldens stod reser sig ur en fontänbassäng med fotställningen omgiven av fyra realistisa allegorier: lyrik, tragedi, historia och filosofi.
Bland hans senare verk finns bland annat Venus som tröstar Amor, Susanna, Pan undervisar en liten faun i att spela flöjt, Merkurius för bort Psyche (1874), gruppen Sabinskornas bortrövande (1876), byster av kejsarfamiljens medlemmar, av Bismarck, Moltke, Adolf Menzel, Alexander von Humboldt (utanför Berlins universitet), Borussia samt flera mindre betydande allegoriska statyer och reliefer i tyghuset, den figurrika Neptunfontänen (1891), sarkofager över prins Sigismund, kejsar Fredrik och hans gemål, ryttarstatyn Germania på riksdagshuset i Berlin (1894), nationalmonumentet över kejsar Vilhelm I, (1897), två monument i Siegesallé (Valdemar den store och Vilhelm I till fots), samt Bismarcksmonumentet framför riksdagshuset i Berlin (1901) och Prometeus fastsmidd vid klippan (1903).
Begas var länge den mest framstående bland konstnärerna i Berlin. Han ledde i många år, fram till 1903, konstakademiens mästarskola för skulptörer. År 1902 blev han ledamot av svenska konstakademien.
Asteroiden 12149 Begas är uppkallad efter honom, hans bröder och deras far.